# الحاج مراد (رواية)
الحاج مراد هي رواية للكاتب الروسي ليو تولستوي عنوانها بالروسية «خادجي مورات» (Хаджи-Мурат). كتبها بين عامي 1896 و1904 ونشرت عام 1910 بعد وفاته وتعتبر أخر أعماله. وتدور القصة حول قائد ثوار أفاري يجبر على التحالف مع أعدائه الروس من أجل انتقام شخصي. وهذه الشخصية هي لشخص حقيقي تاريخي تعرف عليه تولستوي خلال خدمته العسكرية في القوقاز. ويبحث تولستوي في القصة مبادئ النضال مع الحفاظ على الإخلاص، وفكرة الحتمية والصراع بين الشرق والغرب المتمثل في مقاومة الداغستانيين المسلمين للروس الأوروبيين. واعتمد تولستوي أسلوب الرواية الواقعية التي تعتمد شخصيات وأحداث حقيقية لكن النهاية تختلف عن ما حصل. وقد لاقت قصة هذه الرواية استحسان الناقد هارولد بلوم.

## الإلهام

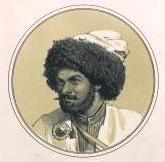
الحاج مراد

تردّد صدى الفكرة الرئيسية للصراع والبقاء مؤمنًا بقلم تولستوي على الرغم من أنه كان يعاني اعتلالًا صحيًا؛ تشير رسائلٌ لاحقة إلى أن هذا العمل منحه لحظة قصيرة أخيرة من القوّة. تمامًا في الفترة التي كان المؤلف فيها يصارع موته الوشيك، ساعده تأمله الطويل في مفهوم الفرد الرافض للاستسلام لمطالب العالم على إكمال الكتاب، على الرغم من أنه لم يكن لديه أدنى نيّة لنشره وكان مهتمًّا فقط في إنهائه. بالإضافة إلى موضوع المقاومة، هنالك العديد من الأفكار الأخرى التي يمكن مصادفتها في الرواية، مثل الحتمية؛ التي يتردّد صداها في العمل الرئيسي لتولستوي «الحرب والسلام». كما أن هناك موضوعٌ أكثر وضوحًا يتجلّى في الصراع بين روسيا المسيحية والإمامة القوقازية المسلمة، والموضوع التقليدي لمقارعة الغرب للشرق المتأصّل في التاريخ الروسي وفي العديد من القصص والروايات المختلفة (وهذا ما يعدّ مرتبطًا مرة أخرى في ضوء أحداث حروب الشيشان الأولى والثانية في الشيشان وروسيا).
يشبه هذا العمل لدرجةٍ كبيرة رواية ألكساندر بوشكين «ابنة الضابط» من ناحية أنها رواية واقعية تستند على أشخاصٍ حقيقيين وأحداثٍ واقعية وله توجّهٌ مماثل، على الرغم من أن الشخصية الرئيسية في هذه الرواية لا تفي بالغرض نفسه. استخدم تولستوي المصادر الموجودة في السجلات الروسي، بما في ذلك أخذ رواية الحاج مراد ذاته لحياته بالاعتبار.

## السياق التاريخي
ابتكر تولستوي هذه القصة في إشارةٍ إلى جبال القوقاز خلال منتصف القرن التاسع عشر في روسيا. خلال هذه الفترة الزمنية، نشب غزو إمبراطوري بين شيشان داغستان والجيش الروسي. كان لدى الجيش الروسي تطلّعاته في التوسّع بإمبراطوريته. ترتبط رواية «الحاج مراد» أيضًا بتجارب تولستوي في الجيش. فقد كتب لأخيه في عام 1851: «إذا كنت ترغب في التباهي بالأنباء... يمكنك سرد قصّة استسلام الحاج مراد قبل أيام قليلة للحكومة الروسية. لقد كان رائد الشيشان في التهوّر و«الأشجع» فيهم، لكن غُرّر به ليرتكب عملًا وضيعًا».
في الكتاب، وصف تجارب الصراع القوقازي والروسي الذي انخرط فيه هو والحاج مراد. على الرغم من أنه كتب الرواية بعد مرور حوالي خمسين عامًا على وقوع أحداث القصة، إلا أن تولستوي رسم صورةً في غاية الدقّة للحضارة الروسية القائمة في ذلك الوقت. فهو يصوّر الفروقات بين فساد البيروقراطي والحياة العاطفية الصحية لمتسلّق الجبال.